# Estación de Montbau
Montbau es una estación de la línea 3 del Metro de Barcelona.
La estación está situada debajo del paseo del Valle de Hebrón, en el distrito de Horta-Guinardó de Barcelona y se inauguró en 1985 como final de la prolongación desde Lesseps.
| << cabecera        | < estación                 | línea | estación > | cabecera >>   |
| ------------------ | -------------------------- | ----- | ---------- | ------------- |
| Metro              |                            |       |            |               |
| Zona Universitària | Vall d'Hebron / Sant Genís |       | Mundet     | Trinitat Nova |

- Datos: Q1850417
- Multimedia: Montbau metrostation / Q1850417